# Tretanorhinus
Tretanorhinus — рід змій родини полозових (Colubridae). Представники цього роду мешкають в Мексиці, Центральній і Південній Америці та на Карибах.

## Види
Рід Tretanorhinus нараховує 4 види:
- Tretanorhinus mocquardi Bocourt, 1891
- Tretanorhinus nigroluteus Cope, 1861
- Tretanorhinus taeniatus Boulenger, 1903
- Tretanorhinus variabilis A.M.C. Duméril, Bibron & A.H.A. Duméril, 1854

## Етимологія
Наукова назва роду Tretanorhinus походить від сполучення слів дав.-гр. τρητος — той, що має отвір і ῥις — ніс, морда.